# Medal of Honor: Rising Sun
Medal of Honor:  Rising Sun è il quinto titolo della serie di videogiochi Medal of Honor, pubblicato da Electronic Arts nel novembre 2003, ed il primo della serie dove si combatte contro l'Impero giapponese anziché il Terzo Reich. Rising Sun è un altro sparatutto in prima persona ambientato nella seconda guerra mondiale nel Pacifico. C'è la possibilità di giocare in singolo o in multigiocatore anche online.
Nella modalità singolo il giocatore assume il ruolo del Cpl. Joseph Griffin dei Marines degli Stati Uniti. All'inizio del gioco è a Pearl Harbor dove deve scappare dalla USS California durante l'attacco giapponese. Il gioco gira intorno al teatro del Pacifico, combattendo in posti come Filippine, Guadalcanal e Singapore.
Originariamente era stato previsto un seguito dove il giocatore avrebbe impersonato il fratello di Joe, Donnie, ma fu poi annullato in seguito alle recensioni poco positive.

## Missioni
Medal of Honor: Rising Sun raffigura nella prima fase del gioco alcune tra le battaglie più famose del fronte del Pacifico. Dopo essere sopravvissuto all'attacco di Pearl Harbor il marine Joe Griffin combatterà nelle Filippine, dove suo fratello Donnie verrà fatto prigioniero, e a Guadalcanal dove dovrà conquistare una pista d'atterraggio, liberare alcuni prigionieri e far saltare in aria alcuni cannoni giapponesi tra le colline. Quindi verrà notato dai suoi superiori e arruolato nell'OSS e da qui in poi dovrà affrontare una serie di difficili missioni segrete come rubare l'uniforme di un ufficiale tedesco per infiltrarsi in una riunione tra ufficiali tedeschi e giapponesi in un hotel di Singapore, paracadutarsi oltre le linee nemiche in Birmania e far saltare in aria una portaerei giapponese nel Mar Cinese Meridionale.
Due livelli inizialmente programmati, vennero annullati durante le fasi di sviluppo. Uno era la fuga da Singapore via barca, il secondo la liberazione dei campi di prigionia nelle Filippine. La mancanza di quest'ultimo livello potrebbe essere un altro modo per spiegare perché il finale del gioco appaia incompiuto.

## Trama

### Capitolo 1 e 2: Pearl Harbor
Il gioco inizia a Pearl Harbor dove il caporale Joseph 'Joe' Griffin si sveglia nella sua branda sulla USS California durante l'attacco di Pearl Harbor. Joe quindi si reca sul ponte e aiuta il resto dell'equipaggio a difendere la nave dagli attacchi degli aerei giapponesi. Pochi minuti dopo, sbalzato in acqua da un'esplosione poco prima che la USS California venisse colpita da un siluro, viene recuperato da una PT boat con a bordo Jack 'Gunny' Lawton, Frank Spinelli, e Silas Whitfield. Joe viene messo ai comandi della torretta antiaerea con la quale abbatte altri aerei giapponesi e aiuta la USS Nevada a scappare dal porto dopo aver assistito all'affondamento della USS Arizona.

### Capitolo 3: La caduta delle Filippine
Dopo l'attacco a Pearl Harbor, Joe viene mandato nelle Filippine dove, negli ultimi giorni dell'omonima campagna militare, deve aiutare una squadra di demolizione andando alla ricerca degli esplosivi necessari a distruggere un ponte per facilitare la ritirata americana. Qui incontra suo fratello Donnie che però non riesce a fuggire perché il carro armato su cui si trovava viene sopraffatto dalle truppe giapponesi, costringendo così Joe a lasciarlo indietro.

### Capitolo 4: Raid a Guadalcanal
Successivamente Joe e i suoi compagni raggiungono Guadalcanal nella notte prima dello sbarco per sabotare le difese giapponesi. Sbarcati sull'isola, si inoltrano nella giungla con il compito di distruggere un deposito di munizioni e prendere il controllo dell'aeroporto.

### Capitolo 5: Pistol Pete
Alcune settimane dopo lo sbarco a Guadalcanal, l'aeroporto è ancora sotto il fuoco d'artiglieria nemica che bersaglia anche le navi americane in mare impedendo così di intercettare i convogli giapponesi che, indisturbati, possono sbarcare i rinforzi necessari a difendere dell'isola. Così Gunny invia Joe e altri due Marines a distruggere l'artiglieria, soprannominata 'Pistol Pete', che a quanto pare è situata in alcune grotte scavate nelle colline dell'isola che Joe potrà raggiungere grazie all'aiuto di Martin Clemens, un esperto di guerriglia scozzese. Sulla strada per i cannoni, Joe libera il tenente Edmund Harrison, un esperto in demolizioni che era stato mandato a distruggere l'artiglieria ma che era stato fatto prigioniero dai giapponesi, e Martin Clemens che lo conduce all'ingresso delle grotte. Completata con successo la missione, Joe è promosso sergente e reclutato dal colonnello Michael P. Floyd nell'OSS.

### Capitolo 6: Via da Singapore
Pochi giorni dopo aver completato l'addestramento con l'OSS, Joe è inviato a Singapore dal colonnello Floyd per infiltrarsi in un importante summit dell'Asse. Sbarcato nella città occupata dai giapponesi, Joe incontra il soldato Ichiro 'Harry' Tanaka che, sotto le mentite spoglie di un commerciante, funge informatore dell'OSS. Smascherati dai soldati giapponesi, Tanaka e Griffin devono separarsi cercando un altro modo per infiltrarsi nella riunione dell'Asse. Grazie all'intervento fortuito del maggiore Bromley, un membro della resistenza inglese a Singapore, Joe riesce a rubare la divisa al colonnello tedesco Kandler. Spacciandosi per Kandler e per il suo autista, Griffin e Tanaka riescono ad entrare nel palazzo nel quale si sarebbe tenuta la riunione e Joe apprende che dietro a tutto c'è l'ammiraglio Shima che sta cercando un modo per nascondere le ricchezze che ha accumulato depredando i paesi occupati.
In realtà lo scopo della riunione era quello di presentare agli ufficiali tedeschi presenti il generale Borov dell'Armata Rossa che avrebbe contribuito a spodestare Stalin aiutando Shima a nascondere il suo oro. Parallelamente in Germania ci sarebbe dovuta essere una congiura ai danni di Hitler per far cessare la guerra al più presto e dare così il tempo a Shima di preparare la rivincita del Giappone sugli Stati Uniti grazie all'oro nascosto in Russia.
Smascherato ancora una volta, Griffin è costretto a fuggire dal palazzo con l'aiuto di Bromley e Tanaka.

### Capitolo 7: In cerca dell'oro di Yamashita
Grazie alle informazioni raccolte a Singapore, Joe, Tanaka e Bromley vengono spediti dall'OSS in Birmania per saperne di più. Qui Joe e Bromley, scortati da un gruppo di Chindits, sono in perlustrazione nella giungla e sono in contatto con Raj, un pilota delle Tigri Volanti, che gli fa da guida dal cielo. Ma Raj all'improvviso è abbattuto mentre sorvola un tempio cosicché Bromley ordina di muoversi e manda Joe a cercare Raj mentre lui si sarebbe occupato di neutralizzare la contraerea in modo da poter chiamare un attacco aereo sul tempio. Raggiunto il luogo dello schianto, Joe incontra Tanaka e scopre che Raj è sopravvissuto ma è stato fatto prigioniero dai giapponesi così i due decidono di recarsi al tempio per liberarlo. Penetrati nel tempio, Joe e Tanaka scoprono che in quel posto Shima sta fondendo in lingotti tutto l'oro che aveva trafugato durante la guerra. Dopo una furiosa battaglia, Joe libera Raj e scappano dal tempio poco prima dell'attacco aereo, anche con l'aiuto di Bromley e di un prototipo di elicottero.

### Capitolo 8: Un ponte sul fiume Kwai
Joe, Tanaka e Bromley vengono successivamente spediti a distruggere un ponte prima che un treno carico dell'oro di Shima lo possa passare, ma Joe cade accidentalmente dall'aereo e atterra nella giungla. Con l'aiuto di alcuni Chindits e di un elefante, riesce a ricongiungersi con Bromley e a far saltare il ponte. Grazie alle informazioni raccolte dai tre, si scopre che quel carico d'oro, come quelli che l'avevano preceduto, era destinato a raggiungere la portaerei 'Toshikaze'. Grazie all'abilità di pilota di Tanaka, i tre decollano con un idrovolante giapponese alla volta della portaerei.

### Capitolo 9: Sabotaggio alla portaerei
Grazie a Tanaka, che parla giapponese e si spaccia per un pilota in missione speciale, Joe e Bromley riescono ad infiltrarsi sulla portaerei con l'intenzione di affondarla. Il piano di Bromley è quello di chiudere tutti i condotti di ventilazione per favorire il diffondersi dei vapori di carburante, distruggere le apparecchiature di controllo carburante e rompere le valvole dei serbatoi. Dopo aver fatto questo, Bromley piazza una carica esplosiva che, grazie ai vapori di carburante diffusisi nella nave, avrebbe raddoppiato la sua efficacia e finalmente trovano l'oro, ma vengono presi in trappola e perdono i sensi a causa di un gas tossico.
Quando Joe si risveglia, scopre che sia lui che Bromley sono legati e interrogati dall'ammiraglio Shima. Shima rivela che sta tenendo Donnie prigioniero nella superportaerei. Tanaka riesce a salvare Joe slegandolo, ma viene sgozzato da Shima. Joe quindi libera Bromley. Bromley e Joe allora si separano, mentre il primo si occupa di trovare un aereo, il secondo deve cercare di raggiungere Shima. Sfortunatamente Joe arriva troppo tardi e Shima riesce a scappare con Donnie su di un aereo. Allora Joe combatte fino ad arrivare al ponte della nave, dove Bromley ha rubato un altro aereo. Dopo diversi tentativi di decollo, finalmente riescono a prendere il volo poco prima che la portaerei salti in aria.
Il gioco si conclude con Bromley che annuncia di voler andare alla ricerca di Shima e di Donnie Griffin, ma la mancanza di un seguito lascia la storia a metà.

## Modalità di gioco

### Singolo
Nella modalità singolo, il giocatore ha l'opportunità di indossare i panni del Marine Joe Griffin e affrontare le 9 missioni previste dal gioco (vedi sopra). Per completare ogni livello il giocatore deve portare a termine determinati obiettivi come ad esempio distruggere una postazione radio nemica, conquistare un aeroporto oppure neutralizzare una postazione nemica. Oltre a questi obiettivi, noti sin dall'inizio e visualizzabili nel menù pausa, se ne aggiungono altri due segreti per ogni missione come ad esempio recuperare dei documenti, liberare dei prigionieri e così via. È quindi compito del giocatore capire di cosa si tratta e completarli. Tuttavia il non aver portato a termine questi obiettivi non pregiudica il passaggio alla missione successiva ma possono essere importanti per sbloccare i premi.
Alla fine di ogni missione il giocatore riceve una valutazione per la sua prestazione in base alla quale riceve dei premi. Questi premi possono consistere in medaglie oppure in contenuti extra come interviste ai veterani, filmati storici o le sceneggiature originali. Durante il gioco si possono sbloccare anche altri trucchi come lo scudo anti proiettile, l'immortalità, munizioni infinite e altri ancora, ma per farlo bisogna trovare degli attrezzi speciali (la pala e il machete) e capire quando e dove usarli.
Inoltre Medal of Honor: Rising Sun è stato il primo gioco della serie Medal of Honor dove il giocatore può salvare la partita nel mezzo delle missioni in opportuni punti di salvataggio. In questo modo si può riprendere il gioco dove lo si è abbandonato e quando si muore non si è costretti a ricominciare dall'inizio.

### Campagna due giocatori
In questa modalità i due giocatori possono affrontare in coppia le missioni della modalità singolo con cui condivide anche l'impostazione.

### Multiplayer
In questa modalità si può giocare fino in 4 giocatori contemporaneamente utilizzando il Multitap. A sua volta si può scegliere se giocare tutti contro tutti o fare un deathmatch a squadre. Prima di iniziare la partita si può scegliere lo scenario (che ricalca quelli delle missioni in modalità singolo), le armi da usare, il personaggio, o skin, da interpretare (ci sono delle skin speciali che devono essere trovate dal giocatore nella modalità singolo), il tempo limite di gioco (da 5 a 60 minuti oppure illimitato) e il numero di uccisioni necessarie a decretare il vincitore.

### Multiplayer online
Medal of Honor: Rising Sun è stato il primo gioco della serie ad offrire la possibilità di battersi online con giocatori di tutto il mondo in partite per 2-8 giocatori. Le modalità di gioco sono simili a quelle del multiplayer.

## Personaggi

### Joseph 'Joe' Griffin
Originario di Mather, Pennsylvania, sin da giovane ha mostrato le tipiche doti del perfetto ragazzo americano: studente e atleta modello. Si è diplomato al Waynesburg Central High College. Nel 1934, grazie anche alle sue doti fisiche, ha pensato che fosse giusto arruolarsi nei Marines per servire gli Stati Uniti. Quando la tensione tra Stati Uniti e Giappone saliva, ha cercato di impedire al fratello minore di arruolarsi anche lui per proteggerlo, ma non ce l'ha fatta. Di stanza sulla USS California con il grado di caporale, è stimato da tutta la squadra per le sue doti in combattimento.
In guerra ha partecipato alle più importanti campagne del Pacifico fino a Guadalcanal, da lì in poi è stato arruolato dall'OSS e gli sono state affidate missioni delicatissime che lui ha saputo portare a termine come pochi sanno fare.

### Donald 'Donnie' Griffin
Fratello minore di Joe, sin da ragazzo ha vissuto sotto l'egida del fratello che era considerato l'eroe di famiglia e per questo voleva una possibilità per dimostrare anche lui il proprio valore. A 13 anni ha salvato i figli dei vicini intrappolati nella loro casa che era andata a fuoco e da quel momento in poi nessuno ha più dubitato che avesse fegato da vendere. Al college, lo stesso del fratello, era ricevitore nella squadra di football e al secondo anno ha avuto il privilegio di entrare nell'All Star Team della lega. Diventato quarterback ha portato la propria squadra a vincere due titoli consecutivi. Subito dopo il diploma, nonostante il fratello fosse contrario, ha deciso di arruolarsi e al momento dello scoppio della guerra si trovava di stanza in un centro di demolizione delle Filippine con il grado di soldato di prima classe.
Fatto prigioniero dei giapponesi a Manila e creduto morto, risulta tuttora disperso dopo che era stato tenuto prigioniero dall'ammiraglio Shima sulla portaerei Toshikaze.

### Jack 'Gunny' Lauton
Da ragazzo era un operaio delle acciaierie di Pittsburgh. Quando gli Stati Uniti sono entrati nella prima guerra mondiale, Gunny si è arruolato nei Marines per sfuggire alla dura vita delle acciaierie. In Francia si è guadagnato due Purple Hearth e alla fine della guerra ha deciso di diventare militare di carriera. A 20 anni di distanza è ancora nei Marines con il grado di Sergente e comanda il plotone di Joe Griffin.
Durante l'attacco di Pearl Harbor si è disitinto per aver cercato di reagire ai giapponesi. Anche lui ha partecipato a tutte le maggiori campagne del Pacifico.

### Ichiro 'Harry' Tanaka
Figlio di immigrati giapponesi a Honolulu, subito dopo lo scoppio della guerra ha deciso di arruolarsi nell'OSS per dimostrare a chi lo considerava una spia del Giappone quanto tenesse alla sua patria. Il suo aspetto e la sua conoscenza del giapponese gli hanno permesso di bruciare le tappe e ben presto è diventato un prezioso informatore dell'OSS che lo ha inviato a Singapore sotto le mentite spoglie di un commerciante giapponese. Tanaka è anche un buon pilota d'aereo.
Insieme a Griffin e Bromley ha preso parte a delle missioni segrete dell'OSS per saperne di più sul comandante Shima e sui suoi piani. Morirà per mano dello stesso Shima sulla portaerei Toshikaze.

### Philip Andrew Bromley
Esperto di guerriglia e di esplosivi, il maggiore Philip Bromley si trova a Singapore dal 1932, anno in cui vi fu inviato dai servizi segreti britannici per cercare di raccogliere informazioni sull'esercito giapponese. Nonostante avesse avvisato i suoi superiori dell'imminente invasione di Singapore, venne ignorato con il risultato che l'esercito del Sol Levante poté occupare la città senza incontrare resistenza. Da quel momento fa parte della resistenza vivendo nei sotterranei della città e tendendo agguati alle forze armate giapponesi. Dopo l'incontro fortuito con Joe Griffin, Bromley partecipa alle operazioni dell'OSS volte a smascherare i piani di Shima.

### Michael Paul Floyd
Originario del Montana, il colonnello Floyd è uno dei più vivaci sostenitori dell'OSS e ne rappresenta una delle personalità di spicco sin dalla sua formazione. Floyd non è un uomo d'azione ma si occupa di pianificare le missioni dell'OSS in Asia Orientale, l'area di sua competenza, e gode di una notevole libertà operativa. Molto stimato dai suoi superiori, a volte il suo orientamento verso la vittoria della singola battaglia gli fa perdere la visione d'insieme della guerra. È lui che recluta Joe Griffin dopo Guadalcanal e che lo incarica di mettersi sulle tracce di Shima.

### Masataka Shima
Shima è un ammiraglio della Marina Militare Giapponese. Durante la guerra ha depredato quante più ricchezze possibili dai paesi occupati fondendo in lingotti tutto l'oro in suo possesso. Resosi conto che la guerra è ormai favorevole agli Stati Uniti, ordisce un piano per mettere in salvo il suo oro e preparare la riscossa del Giappone. Accordandosi con il generale Sergei Borov e con alti ufficiali nazisti sfavorevoli ad Hitler, ordisce un complotto per spodestare Hitler e Stalin e porre così fine alla guerra in Europa. La sua alleanza con Borov gli garantirebbe anche un rifugio per lui e per il suo oro in attesa di riprendere la sua personale battaglia contro gli Stati Uniti.
Tuttavia l'intervento di Joe Griffin gli rovina i piani. Riuscito a fuggire dalla riunione a Singapore, Shima si rifugia sulla portaerei Toshikaze dove però viene raggiunto da Tanaka, Bromley e Griffin. Ucciso Tanaka, riesce a fuggire con Donnie Griffin prima che la portaerei affondi con tutto il suo oro.

## Critica
Nei confronti di Rising Sun la critica non è stata molto lusinghiera. Il sito IGN gli diede una valutazione di 8/10 come il suo predecessore, tuttavia Metalcritic lo giudicò con un 64/100 e il sito Gamespot con un 6/10. Al gioco furono riconosciuti dei meriti come l'aver spostato per la prima volta il teatro dell'azione dall'Europa al Pacifico e la presenza di situazioni inedite, ma gli si rimproverava lo scarso sviluppo dell'intelligenza artificiale.
Infatti giocando è piuttosto evidente come i soldati nemici, invece di cercare una copertura per non essere colpiti, una volta scoperti rimangono totalmente esposti al fuoco oppure caricano in maniera suicida e piuttosto stupida. Queste deficienze dell'IA sono evidenziate anche da mosse poco sensate come nemici che corrono contro muri, compagni che invece di sparare al nemico si girano nella direzione opposta oppure sparano all'impazzata anche quando non ci sono più nemici in vista e si comportano in maniera suicida fronteggiando il nemico. Questi furono considerati dei netti passi indietro rispetto al predecessore Frontline che ha una migliore IA.
A livello di giocabilità i giudizi furono piuttosto contrastanti. Il controlli, come i suoi predecessori, sono abbastanza facili e possono essere imparati in fretta anche se rispetto ai MOH precedenti per la Play Station sono leggermente diversi. Tuttavia vennero evidenziate delle pecche come il sistema di mira non del tutto convincente, che rende la fase di puntamento piuttosto lenta e macchinosa specialmente quando si tratta di usare il mirino di precisione. Tra l'altro un non perfetto sistema di rilevamento delle collisioni fa sì che talvolta nemici perfettamente inquadrati nel mirino non vengano colpiti dalle pallottole.
Ottima invece la qualità del suono, che beneficiava di un sistema THX, e delle grafiche dei personaggi e delle armi elaborate e ricche di particolari.